# 塔梅 (阿勞卡省)
塔梅是哥倫比亞的城鎮，位於該國東北部，由阿勞卡省負責管轄，始建於1628年，面積6,457平方公里，海拔高度340米，主要經濟活動是畜牧業、農業、林業和貿易業，2005年人口23,557。

## 外部連結
- （西班牙文） Tame official website （页面存档备份，存于）

6°28′N 71°44′W / 6.467°N 71.733°W